# 阿波罗5号
阿波罗五号（英語：Apollo 5）又称AS-204，是日后用于将宇航员带到月表的阿波罗登月舱首飞。1968年1月22日，土星1B號運載火箭搭载登月舱从肯尼迪角起飞。任务圆满成功，第二次登月舱无人飞行测试取消。
本次任务像阿波罗四号一样长时间延误，格鲁门公司在登月舱研发上遇到许多问题。原计划用来把第一个登月舱带上天的土星1B号火箭换下，改用阿波罗一号失事导致三名航天员遇难时所在的土星1B号火箭。一号登月舱1967年6月运抵肯尼迪航天中心，花费数月测试并将登月舱放到火箭顶部。经过设备故障导致的最后几次延迟，倒计时在1968年1月21日开始，火箭次日发射。
飞到目标轨道后登月舱与S-IVB推进器分离，轨道测试程序开始，但阿波罗制导计算机发现航天器速度太慢时自动中止计划持续数十秒的点火。飞行主管吉恩·克兰兹在休斯敦任务控制中心带队控制阿波罗五号任务，他们很快决定执行其他任务，圆满完成一号登月舱测试目标。航空航天局对任务成果非常满意，取消第二次登月舱无人任务，朝约翰·肯尼迪总统期望美国在20世纪60年代结束前把航天员送上月球并安全返航的目标迈出坚实步伐。

## 背景
1961年，约翰·肯尼迪总统宣布美国要在60年代结束前将航天员送上月球并安全返回。美国国家航空航天局（以下简称航空航天局）经过大量探讨于1962年末决定登月任务采用“月球轨道交会”模式，用第三级火箭S-IVB把完整的阿波罗太空船推向月球轨道。到达轨道后负责登月的航天员进入登月舱，与太空船分离后登月，登月舱从月表起飞把航天员送回太空船后抛弃处理，太空船带宇航员返回地球。:25–26航空航天局同年邀请11家公司竞标登月舱建造合同，11月7日纽约州牡蛎湾格鲁门公司中标:26。

## 延误
阿波罗五号像阿波罗四号一样长时间延误，主要原因是登月舱无法按时交货。阿波罗计划主任塞缪尔·菲利普斯少将期望一号登月舱无人试飞在1967年4月发射，航空航天局计划用六个月检查和测试，要求承包商1966年9月把一号舱送到佛罗里达州肯尼迪航天中心，但生产过程困难重重，交货期一推再推。用于把登月舱带到轨道的土星1B號運載火箭（编号AS-206）1967年1月在37号发射台竖立，但格鲁门公司仍然无法就交期给予确定答复。同月阿波罗一号发生重大事故，三名航天员死于火灾，原计划用于发射的火箭（编号AS-204）从34号发射台移至37号代替AS-206。此举主要是因为AS-204是最后一枚配有完整研发仪器的土星1B火箭，航空航天局打算把载人飞行搁置剩下的火箭用在首次登月舱飞行任务。
迟迟无法交货的格鲁门公司在37号发射台建造登月舱胶合板模型，方便工作人员验证其他部件:139。阿波罗计划航天器主任乔治·洛1967年5月12日通知航空航天局总部，格鲁门公司承诺6月28日交付登月舱，但他觉得应该不大可能:132。6月23日，美国航空航天超級彩虹魚把一号登月舱（编号LM-1）运到肯尼迪角，四天后完成拼装:139。水星计划与双子座计划资深发射专家约翰·威廉姆斯带领四百人核查登月舱规格，随后监督格鲁门公司技术人员测试和改装。登月舱上升段出现泄露，八月与下降段分离后修复，但又因新出现的泄露在九月拆开。格鲁门公司这段时间还拆下许多部件修整，上升段和下降段在十月再度拼装。:139
根据1967年7月18日制定的计划，9月6日阿波罗五号已延迟39天，绝大多数已知问题都在处理，仅推进系统部分泄露例外:153–154。任务文件大多在1967年结束前准备就绪，任务总监威廉·施耐德11月18日发布任务规则。次日登月舱装入运载火箭，航天器就绪测试12月完成。1968年初，航空航天局长詹姆斯·韦伯宣布阿波罗五号发射时间不会早于1968年1月18日。此后过滤器堵塞等小故障还导致少许延迟，倒计时演示测试1月19日结束，缩短至22小时的倒计时1月21日开始。:140

## 目标

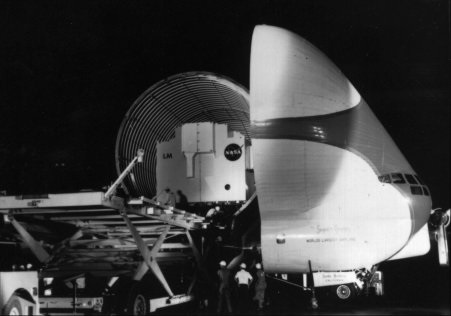
1967年6月23日超級彩虹魚把一号登月舱送到肯尼迪角

阿波罗五号旨在验证登月舱各项功能运作，飞行期间上升段和下降段发动机都会点火。密闭点火测试用于检验上升段尚未断开下降段时能否点火，动力下降期间中止登月需要此项功能，月表起飞也可能用到。测试过程先关闭下降段发动机，切换控制上升段并打开电源，启动上升段发动机，此时上升段与下降段仍然相连。:2–4:215测试项目还包括登月舱发动机使用后能否重启:2。除登月舱外，阿波罗五号还用土星五号配置测试仪器舱:139。
航空航天局预计一号登月舱上升段会在轨道飞行约两年后再入大气层并解体，下降段约坚持三周:5。

## 设施

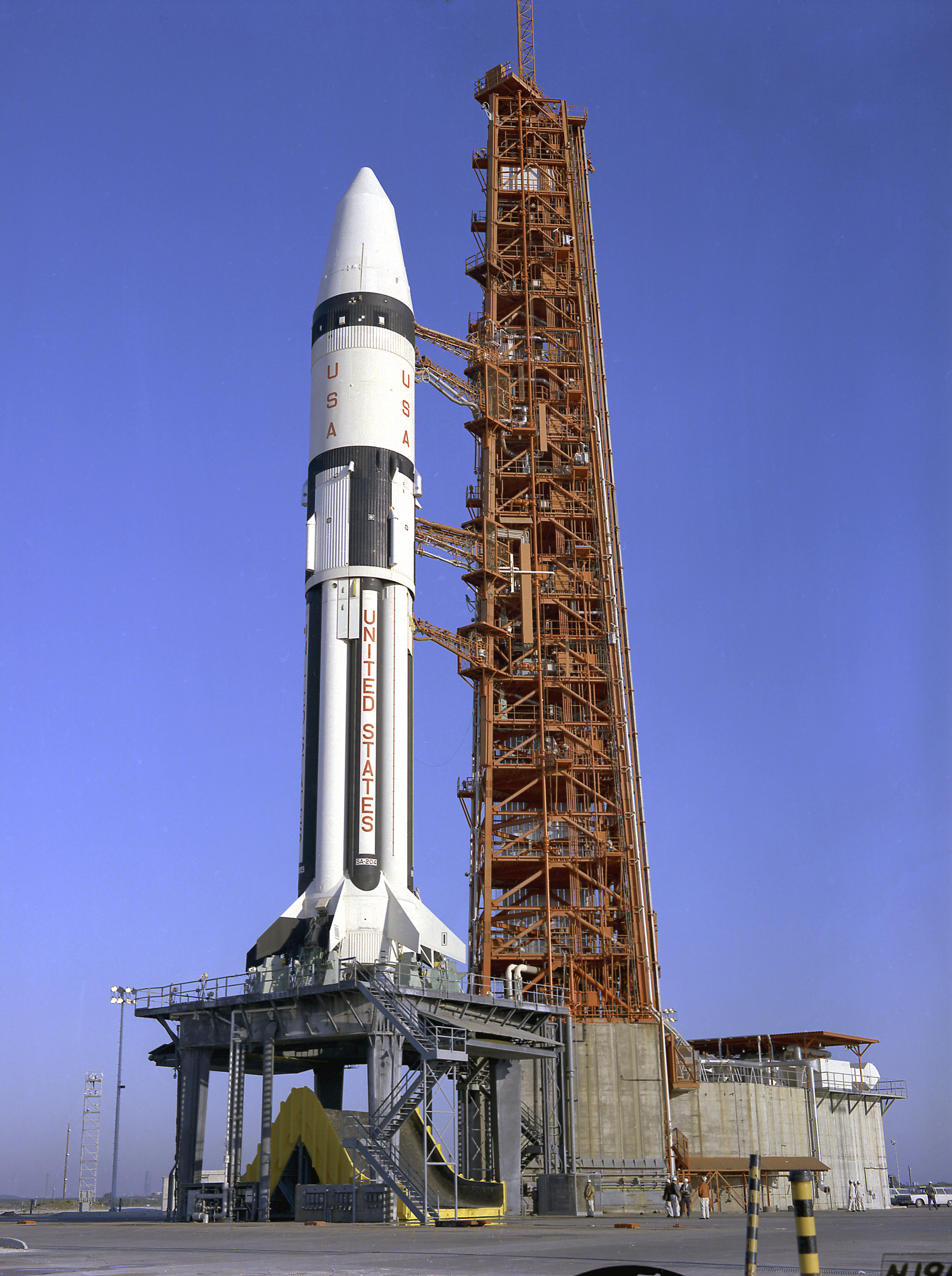
用于发射阿波罗五号的土星1B號運載火箭

用于把阿波罗五号送入轨道的土星1B号运载火箭代号“SA-204R”，原计划用于阿波罗一号。火箭早在1966年8月就运到肯尼迪角，火灾后经检查确认没有受损:139:20。点火前包括航天器、推进剂在内的火箭总重58万9413公斤:19。
任务航天器高55米，没有发射逃逸系统和服务与指令舱所以显得比较短，登月舱装在火箭顶端的航天器－登月舱适配器内。航天器－登月舱适配器编号SLA-7，就在火箭顶盖下方，一旦顶盖在轨道抛弃就会自动打开四块面板，以便登月舱脱离火箭并拉开距离:9–10。
LM-1是第一个做好飞行准备的阿波罗登月舱。阿波罗五号是测试任务，不需要月面起降的支架，去除还能减轻重量。
1967年12月，五号登月舱（编号“LM-5”，随阿波罗十一号上天）的窗户在测试时破损，航空航天局担心玻璃在飞行时掉落，把一号登月舱窗户换成铝板:185, 190。阿波罗五号没有航天员随行，登月舱安装用于遥控的任务编程器:6。一号登月舱部分功能没有激活，有些耗材没有装满。如主电池有意放掉部分电力，以免电压过高导致问题；环境控制系统的氧气罐没有充满。:10–11

## 飞行
协调世界时1968年1月22日22:48:08:139，阿波罗五号从肯尼迪角空军基地37号发射台升空。土星1B号火箭完美运作，二级火箭与登月舱飞到近地点163公里、远地点222公里地球轨道。机头锥体抛弃后火箭继续滑行，43分52秒后登月舱脱离适配器到达近地点167公里、远地点222公里轨道。
绕轨道飞行两圈后下降段开始首次点火，计划持续39秒，但四秒后就因阿波罗制导计算机发现航天器速度太慢中断。估计发动机阀门泄露，导致推进剂没有按时输送到发动机，实际启动时间滞后。程序员对此毫不知情，否则可以调整软件解决问题；此外罐内装的推进剂只有一半也影响实际速度。如果载人任务遇到同类情况，航天员可以分析局势决定是否重启发动机。

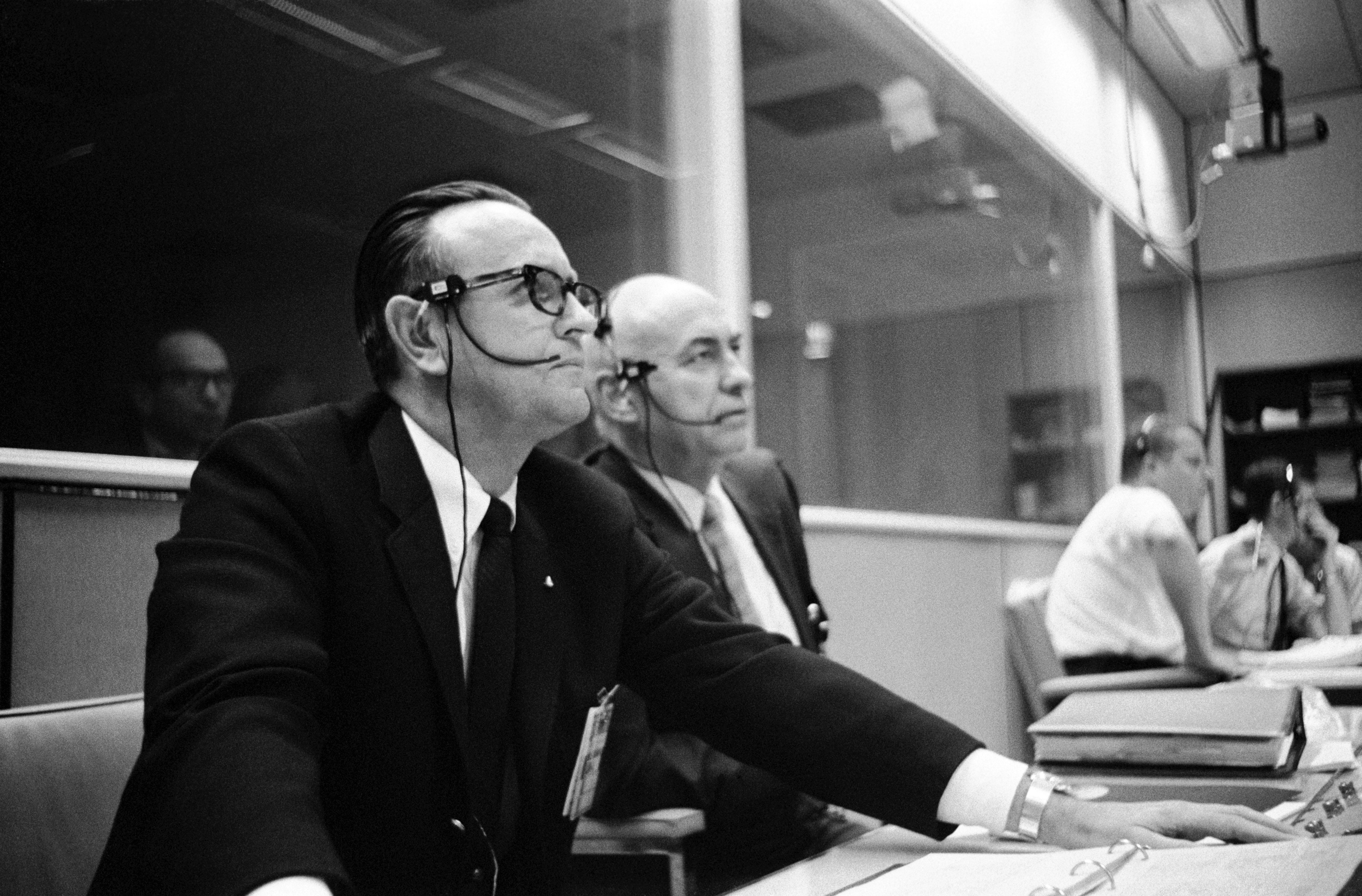
阿波罗五号任务期间，飞行主管克里斯托弗·卡夫特（左）与载人航天中心总监罗伯特·吉尔鲁斯在地面任务控制中心

阿波罗五号飞行主管吉恩·克兰兹为首的任务控制中心决定以手控模式开展发动机和密闭点火测试:215。地面与航天器的通讯遇到问题，取消上述测试等于任务失败，克兰兹最后带队完成所有点火测试。:218–220任务开始八小时后，登月舱上升段在完成发动机测试后因制导问题失控:142–143, 150。
登月舱上升段和下降段的轨道位置距地球都比较近，大气阻力足以令轨道继续缩小，航天器再入大气层。上升段1月24日再入后焚毁，下降段2月12日再入，掉进關島西南数百英里外的太平洋。:142–144模拟结果表明S-IVB二级火箭在起飞约15个半小时后再入:143。
乔治·洛表示，阿波罗五号的成绩建立在良好设备基础上，吉恩·克兰兹出众领导的优秀飞行控制团体同样功不可没。下降段发动机点火碰到问题，但航空航天局认为任务圆满成功，使用二号登月舱（编号LM-2）的第二次无人飞行测试取消:143。1969年3月发射的阿波罗九号是首次载人登月舱飞行任务:223。